# Eltyubyuïta
L'eltyubyuïta és un mineral de la classe dels silicats. Rep el seu nom de la localitat d'Eltyubyu, a la República de Kabardino-Balkària, a prop d'on es troba la seva localitat tipus.

## Característiques
L'eltyubyuïta és un silicat de fórmula química Ca₁₂Fe3+
10Si₄O32Cl₆. Va ser aprovada com a espècie vàlida per l'Associació Mineralògica Internacional l'any 2011. Cristal·litza en el sistema isomètric. És l'anàleg de Fe3+ de la wadalita. Es tracta d'un mineral isostructural amb la mayenita.
Segons la classificació de Nickel-Strunz, l'eltyubyuïta pertany a «9.AD - Nesosilicats sense anions addicionals; cations en [6] i/o major coordinació» juntament amb els següents minerals: larnita, calcio-olivina, merwinita, bredigita, andradita, almandina, calderita, goldmanita, grossulària, henritermierita, hibschita, hidroandradita, katoïta, kimzeyita, knorringita, majorita, morimotoïta, schorlomita, spessartina, uvarovita, wadalita, holtstamita, kerimasita, toturita, momoiïta, coffinita, hafnó, torita, thorogummita, zircó, stetindita, huttonita, tombarthita-(Y), eulitina i reidita.

## Formació i jaciments
Va ser descoberta al mont Lakargi, a la vall de Baksan, a la República de Kabardino-Balkària, a Rússia, a on es troba en xenòlits alterats de carbonat-silicat en les facies diatremes de les ignimbrites. També ha estat descrita al volcà Shadil-Khokh, a Ossètia del Sud; al volcà Bellerberg, a Renània-Palatinat (Alemanya); i al camp de carbó de Rosice-Oslavany, a Moràvia (República Txeca).